# Ошут'яли
Ошут'я́ли (рос. Ошутъялы, марій. Ошытъял) — присілок у складі Звениговського району Марій Ел, Росія. Входить до складу Красногорського міського поселення.
Стара назва — Ошутьяли.

## Населення
Населення — 84 особи (2010; 127 у 2002).
Національний склад (станом на 2002 рік):
- марі — 98 %